# 유자정
유자정(일본어: 遊佐町 유자마치[*])은 일본 야마가타현 최북단에 있고 동해와 접하는 아쿠미군의 정이다.

## 역사
- 1954년 8월 1일 - 아쿠미군 유자정, 이나가와촌, 니시유자촌, 와라비오카촌, 다카세촌, 후쿠라촌 등 6개 정·촌이 합병하여 유자정이 새롭게 설치되었다.

## 교통

### 철도
- 동일본 여객철도 우에쓰 본선

### 도로
- 국도 7호선
- 국도 345호선

## 인구
| 연도 | 인구   | ±%     |
| ---- | ------ | ------ |
| 1920 | 18,863 | —      |
| 1930 | 19,556 | +3.7%  |
| 1940 | 19,596 | +0.2%  |
| 1950 | 25,726 | +31.3% |
| 1960 | 23,928 | −7.0%  |
| 1970 | 21,224 | −11.3% |
| 1980 | 20,412 | −3.8%  |
| 1990 | 19,705 | −3.5%  |
| 2000 | 18,037 | −8.5%  |
| 2010 | 15,485 | −14.1% |

## 자매 도시
- 일본 도쿄도 도시마구
- 헝가리 솔노크